# Empereur Blanc
Baidi, également connu sous le nom d'empereur blanc, est considéré comme l'une des cinq incarnations de Shangdi. Il est associé au métal, à l'Est et à l'automne.

## Soulèvement du Serpent Blanc
Le soulèvement du Serpent Blanc (chinois : 斬白蛇起義) est une histoire célèbre de Chine. On dit qu'un homme nommé Liu, un hors-la-loi, est devenu un chef après avoir tué un serpent blanc géant qui faisait du mal aux gens. Certains de ses partisans ont vu une vieille femme pleurer, elle leur a dit que Liu était destiné à être un grand dirigeant. Cela les a incité à croire encore plus en sa primauté...
Après que Liu soit devenu un chef couronné de succès, il a été déclaré empereur Gaozu, premier empereur de la dynastie Han.

## Grande divinité du pic occidental

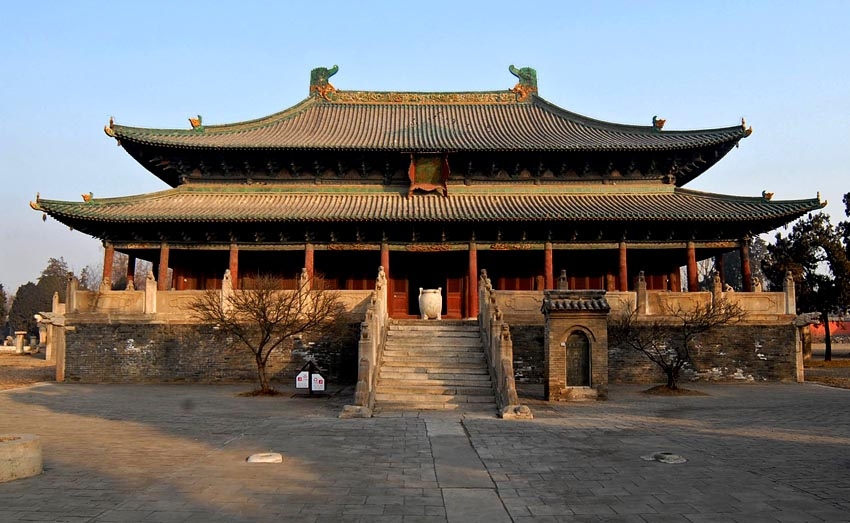
Temple du pic occidental à Quyang, Baoding, Hebei.

Baidi est également connu sous le nom de la grande divinité du pic occidental et est associé au mont Hua, l'une des cinq grandes montagnes. Il y a longtemps, les gens en Chine croyaient au culte des montagnes et des rivières. Le mont Hua était important car il était proche de la ville capitale pendant les dynasties Han et Tang. L'empereur Wudi a construit un temple pour Baidi au pied du mont Hua. Il s'appelait à l'origine le palais Jilinggong, mais a ensuite été remplacé par le temple Xiyue. Baidi est également le père de deux autres dieux nommés Huayue Sanniang et Huashan Sanlang. Selon un livre intitulé Li Shi, on pense que Baidi est capable de contrôler les nuages et la pluie, de créer tout dans le monde et d'aider les gens.